# Avenida Cristóvão Colombo (Porto Alegre)

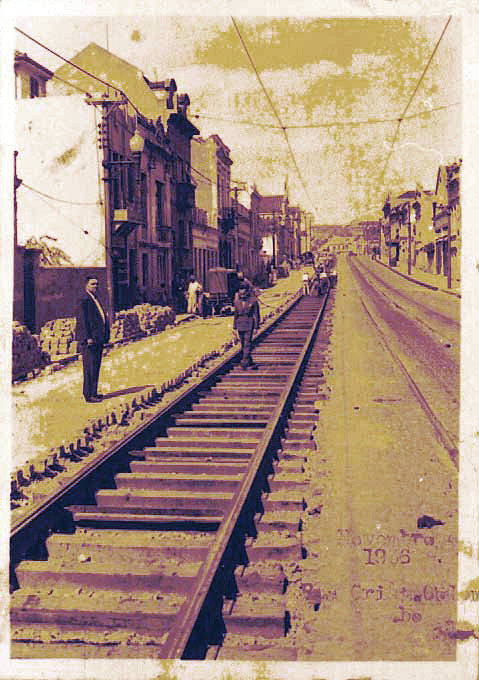
A avenida em 1906, durante a instalação dos trilhos dos bondes elétricos

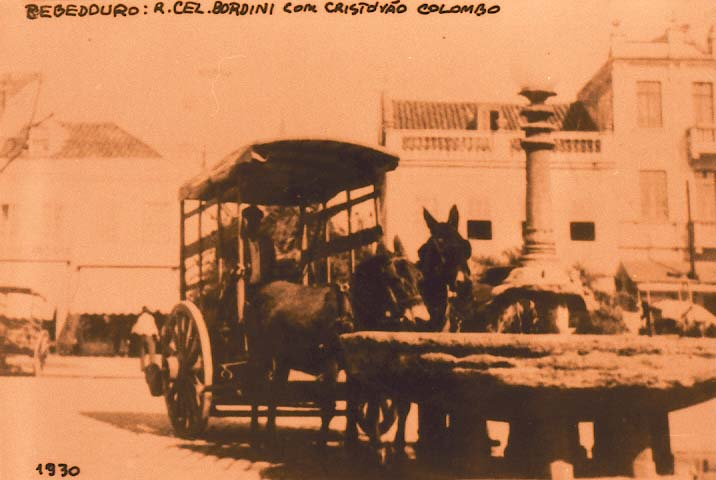
Um bebedouro para cavalos localizado na Avenida Cristóvão Colombo, esquina com a Rua Coronel Bordini em 1930

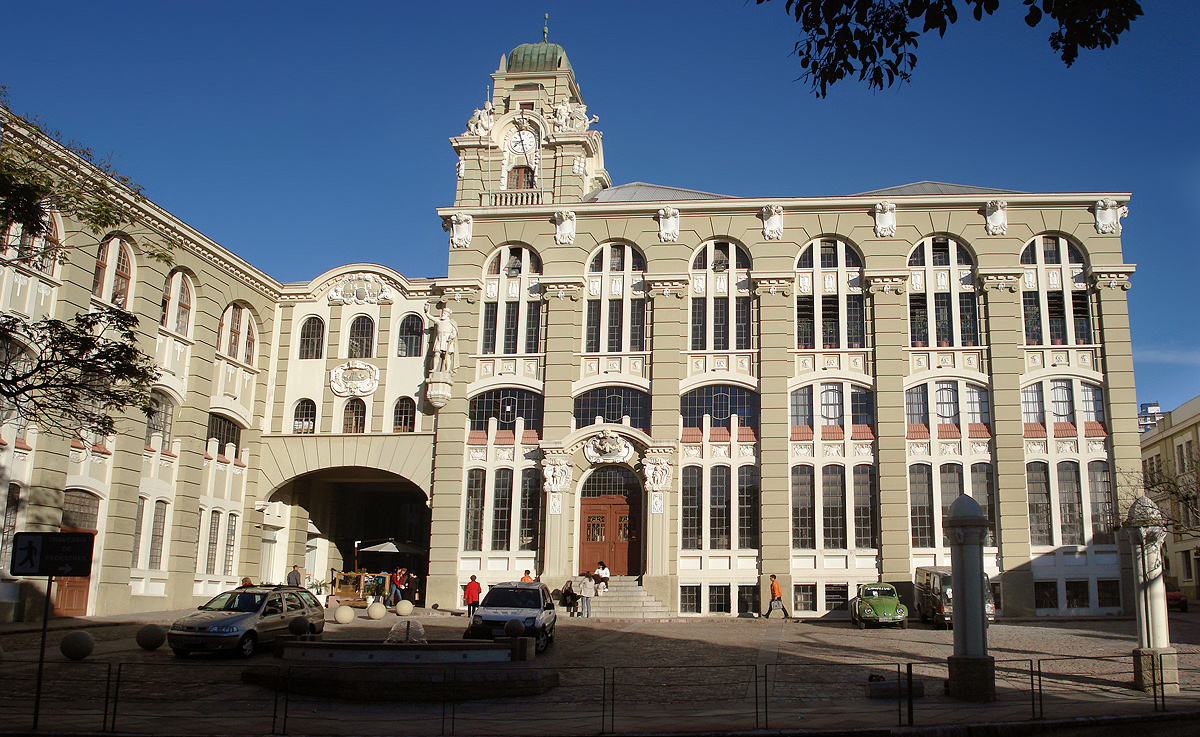
Prédio da antiga Cervejaria Brahma, um dos principais marcos arquitetônicos da avenida

A Avenida Cristóvão Colombo é uma via pública da cidade de Porto Alegre, capital do estado do Rio Grande do Sul. Liga os bairros Higienópolis, São João, Auxiliadora, Moinhos de Vento, Floresta e Independência. Começa na Rua Dr. Barros Cassal e termina na Avenida Plínio Brasil Milano.
É uma das principais artérias radiais da cidade e uma das mais antigas entre as suas grandes avenidas. A primeira menção da existência de um caminho no trajeto da atual avenida é encontrada em atas da Câmara Municipal de 1834. Não tinha nome oficial, sendo conhecido como Caminho da Chácara de Francisco Pinto de Souza. Mais tarde foi estendido com um trecho denominado popularmente Estrada do Freitas. Em 1841, quando já continuava até o Beco do Motta, os vereadores determinaram ao procurador municipal que se reunisse com o arruador para determinar seu traçado, já que não constava na planta da cidade. Em 22 de novembro do mesmo ano os vereadores criaram uma comissão para oficializar o alinhamento, e em 4 de maio de 1842 emitiram ofícios notificando todos os proprietários de terrenos do trajeto para que não construíssem cercas, muros, valos ou casas até que o traçado fosse definido.
Nesta época foi planejada a urbanização somente do trecho que ia até a chácara de Francisco Pinto, localizada na altura do cruzamento com a atual Rua 7 de Abril. Em 1846 a Câmara iniciou o processo de desapropriação dos terrenos do prolongamento até as chácaras de Francisco Dias Moreira e do comendador Travassos, concluído em 9 de julho de 1849. No ano seguinte iniciaram as obras de urbanização, com a construção de valos de escoamento de água. Nos anos seguintes a rua começa a aparecer nas atas da Câmara como Estrada do Freitas ou Estrada do Chico Pinto, e se tornara importante por facilitar o acesso à Fonte do Freitas, onde a população obtinha a melhor água da região. Em 20 de outubro de 1857 foi batizada oficialmente como Rua da Floresta.
No início da década de 1890 começou a receber trilhos para a circulação dos bondes da Companhia Carris, ainda puxados por burros, e em 12 de outubro de 1892, para comemorar os 400 anos da descoberta da América, foi rebatizada como Rua Cristóvão Colombo, homenageando o grande navegador, mas o novo nome custou a enraizar entre a população. No fim do século a rua já se estendia até o cruzamento com a Rua Maryland.
Em 1906 começaram as obras de calçamento, e em 1908 a Intendência anunciava a conclusão do trecho que ia da Rua Comendador Coruja até a atual Rua Ramiro Barcelos. Em 1909 os bondes elétricos começaram a circular, e em 1916 seu traçado já alcançava a Rua Dom Pedro II. O prolongamento até a Avenida Plínio Brasil Milano foi realizado no fim da década de 1940.
Na Avenida Cristóvão Colombo localizam-se, entre outros marcos, o Shopping Total (antiga Cervejaria Brahma), a Igreja São Pedro e o Palacinho (palácio do vice-governador).